# The Holy Grail Falls
Die The Holy Grail Falls sind ein kleiner Wasserfall auf der Karibikinsel St. Lucia.

## Geographie
Der Wasserfall ist einer aus einer ganzen Reihe von Kaskaden, die am Oberlauf, in der Schlucht des Doree River liegen. Er liegt in einer tief ausgewaschenen Grotte im Vulkangestein. Er ist eines der Wanderziele im Grenzgebiet der Quarter (Distrikte) Choiseul und Laborie. Er liegt auf einer Höhe von ca. 180 m. Nur wenige hundert Meter weiter südlich und unterhalb liegen die Devil’s Falls.
Weiter oberhalb am Fluss liegen die Wasserfälle De Briel Waterfall (Mondesir), Bat Cave Falls (La Fargue) und Boulder Falls.